# リジッドバンドモデル
リジッドバンドモデル（固定バンドモデル、Rigid band model）は、例えば不規則二元合金において、その混合比が変わったとしても、そのバンド構造や状態密度の形は固定して不変であると考え、混合比の変化による電子数の変化によって、フェルミエネルギーの位置が変わるとした近似である。現実のバンド構造や状態密度が大きく変化する場合には適用できない。